# 오르스크

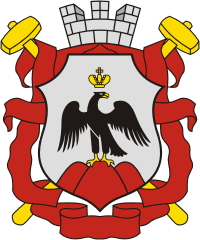
시 문장

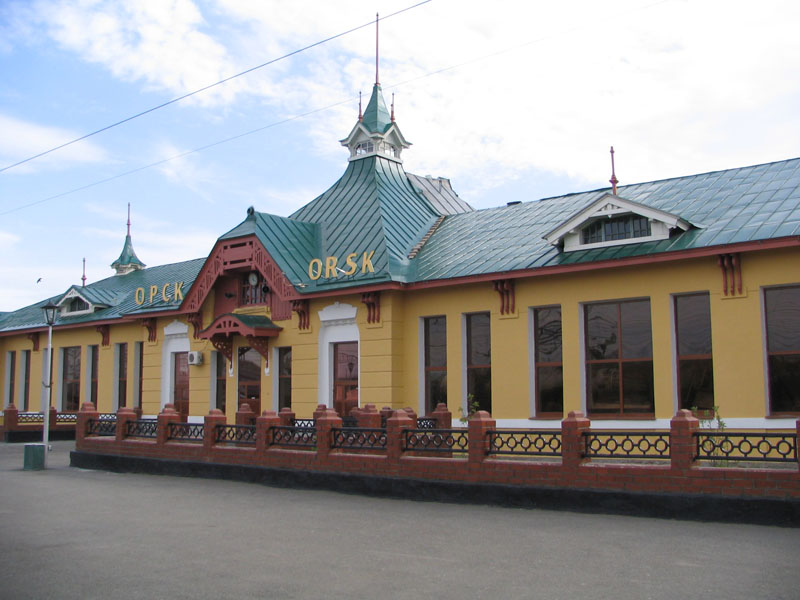
철도역

오르스크(러시아어: Орск)는 러시아 오렌부르크주 동부에 위치한 도시로, 우랄강과 오르강이 합류하는 지점에 위치하며 면적은 584km2, 인구는 250,963명(2002년 기준)이다. 1739년 이 곳에 요새가 건설되면서 신설되었으며 1865년 시로 승격되었다.